# Exterminate (singel Nany Mizuki)
„Exterminate” – trzydziesty trzeci singel japońskiej piosenkarki Nany Mizuki, wydany 22 lipca 2015 roku.
Utwór tytułowy został użyty jako opening anime Senki zesshō Symphogear GX. Singel osiągnął 3 pozycję w rankingu Oricon i pozostał na liście przez 11 tygodni, sprzedał się w nakładzie 48 248 egzemplarzy.

## Lista utworów
| Nr | Tytuł                                 | Słowa        | Kompozycja                          | Aranżacja                        | Czas |
| -- | ------------------------------------- | ------------ | ----------------------------------- | -------------------------------- | ---- |
| 1. | "Exterminate"                         | Nana Mizuki  | Noriyasu Agematsu (Elements Garden) | Fujima Hitoshi (Elements Garden) | 4:04 |
| 2. | "Bramble" (jap. ブランブル Buranburu) | Nana Mizuki  | Yūsuke Katō                         | Yūsuke Katō                      | 3:49 |
| 3. | "It's Only Brave"                     | Ooyagi Hiroo | Ooyagi Hiroo                        | Yōsuke Yamashita                 | 4:28 |

## Notowania
| Lista                             | Pozycja |
| --------------------------------- | ------- |
| Oricon Daily Singles Chart        | 4       |
| Oricon Weekly Singles Chart       | 3       |
| Oricon Monthly Singles Chart      | 10      |
| Billboard Japan Hot 100           | 2       |
| Billboard Japan Hot Animation     | 1       |
| Billboard Japan Hot Singles Sales | 2       |
| Billboard Japan Radio Songs       | 50      |
| Sound Scan Japan                  | 2       |